# Eishockey-Bundesliga (Österreich) 1968/69
Meister der Österreichischen Eishockey-Bundesliga 1968/69 wurde zum 12. Mal in der Vereinsgeschichte und zum sechsten Mal in Serie der EC KAC.

## Modus
Die sieben Vereine spielten jeweils zwei Mal gegeneinander. Danach spielten die besten Mannschaften in einer Vierergruppe (Playoff A) um den Meistertitel und die restlichen drei Mannschaften (Playoff B) gegen den Abstieg. Sämtliche Punkte aus dem Grunddurchgang wurden in die Play-off-Runde mitgenommen.

## Grunddurchgang
```
#  Team             GP    W   T   L     Tore     P
     GP = absolvierte Spiele
1. 
EC KAC
           12   11   0   1    99: 26   22      W = Gewonnen
2. 
Innsbrucker EV
   12    9   1   2    58: 29   19      T = Unentschieden
3. 
ATSE Graz
        12    5   3   4    26: 29   13      L = Verloren
4. 
Wiener EV
        12    4   2   6    31: 45   10      P = Punkte
--------------------------------------------------      Tore = Torverhältnis
5. 
VEU Feldkirch
    12    4   1   7    41: 68    9
6. 
EC Kitzbühel
     12    4   0   8    39: 66    8
7. 
EK Zell am See
   12    1   1  10    21: 52    3
```

## Play-off Gruppe A
```
#  Team             GP    W   T   L     Tore     P

1. 
EC KAC
           18   15   1   2   128: 38   31
2. 
Innsbrucker EV
   18   13   1   4    85: 41   27
3. 
ATSE Graz
        18    8   4   6    40: 46   20
4. 
Wiener EV
        18    4   2  12    44: 87   10
```

```
12. Meistertitel für den KAC.
```

## Play-off Gruppe B
```
#  Team             GP    W   T   L     Tore     P

5. 
EC Kitzbühel
     16    8   0   8    70: 78   16
6. 
VEU Feldkirch
    16    4   1  11    48: 94    9
7. 
EK Zell am See
   16    3   1  12    36: 67    7
```

```
Der EK Zell am See musste somit das Relegationsduell spielen.
```

## Relegationsspiele
- EK Zell am See – HC Salzburg     10:1     4:3

Der EK Zell am See verblieb damit in der Bundesliga.